# Новорусия
Вижте пояснителната страница за други значения на Новорусия.
Новорусия или Нова Русия (на руски: Новоро́ссия, Но́вая Росси́я, Но́вая Русь; на украински: Новоросія) е историко-географска област в района около Азовско море и Черно море, която включва южната европейска част на днешна Русия (Краснодарски край и Ставрополски край; републиките Адигея и Карачаево-Черкезия; Ростовска област), както и южната степна част на Украйна (Донецка област, Днепропетровска област, Запорожка област, Николаевска област, Херсонска област, Одеска област и Кировоградска област), Приднестровието и Молдова. Също така към Новорусия се включват Харковската и северната част от Таврическата губерния. Терминът е широко използван от края на XVIII век.

## История
Руската империя постепенно, в хода на Руско-турските войни, присъединява територията в Кримското ханство и северните черноморски владения на Османската империя. Преди включването на тези земи в Руската империя названието им е „Диво поле“ – необработваеми степи, в централната част на които е землището на запорожките казаци, които са се ползвали със специален статут. Усвояването на Нова Русия придобива масов характер от края на XVIII век под ръководството на княз Григорий Потьомкин, на когото за тази цел са предоставени почти неограничени правомощия.
Административната единица Новоруска губерния съществува по времето на Екатерина II (от 1764 до 1775) и по времето на Павел I (от 1796 до 1802), след което е разделена на Николаевска губерния, Екатеринославска губерния и Таврическа губерния. Административен център първоначално е град Кременчуг, и след 1783 Екатеринослав. През 1803 Николаевска губерния е преименувана на Херсонска губерния.
Политиката на руското правителство в Новорусия да се раздават земи на руси, немци, сърби, българи, арменци, гърци и други по правило християнски народи, като също така са правени опити за заселване и на еврейски заселници. След края на Втората световна война, немските и другите заселници (в т.ч. и българите) от народи, чиито страни са влезли в Оста, са изселени в Сибир и Казахстан.
В процеса на колонизация на мястото или в близост до малките казашки и татарски селища са основани много нови градове, като Екатеринослав (днес Днипро), Николаев, Херсон, Елисаветоград (днес Кропивницки), Одеса, Новоросийск, Севастопол, Симферопол.
В резултат на тази политика и колонизация населението придобива пъстър състав: предимно украинци – особено в западните селски райони на Нова Русия, руси (навсякъде в градовете и в източната част на Нова Русия, както и в много селски райони на Западна Нова Русия) и евреи (най-вече в градовете). Българите съставляват значителен процент от населението в Бердянски уезд и южната част на Бесарабия (виж Бесарабски българи); гърците са представени в селата на Мариуполски уезд (потомци на преселници от Крим), немците съставляват почти една четвърт от населението Перекопски уезд.
По време на гражданската война в Русия и в първите години на съветска власт в Новорусия са обявени и просъществували за кратко време до вливането им в състава на РСФСР и УССР Съветска социалистическа република Таурис, т.е. Таврида (Крим), Одеска съветска република, Донецко-Кривойрогска съветска република на територията на днешна Украйна, а на територията на днешна Русия – Кубанска съветска република и Черноморска съветска република (прераснали в Кубано-черноморска съветска република), Ставрополска съветска република (прераснала в Северокавказка съветска република) и Донска съветска република.
По времето на Съветския съюз, което е видно от Голяма съветска енциклопедия, името Новорусия или Нова Русия е извадено от обращение и излиза от употреба по идеологически съображения.